# どうせもう逃げられない
『どうせもう逃げられない』（どうせもうにげられない）は、一井かずみによる日本の漫画作品、及びそれを題材とするテレビドラマ。『プチコミック』（小学館）にて、2011年8月号から2015年7月号まで連載された。完結後、同誌2015年8月号に番外編が掲載された。単行本は全10巻。高瀬ゆのかによりフラワーコミックスルルルnovelsにてオリジナルストーリーの小説が全1巻出版された。
2021年にテレビドラマ化された。

## あらすじ
普通のOLになるのが夢だった野田蔵なほは、短期アルバイトを経て、デザイン事務所「ソロ・デザイン」に就職する。なほを気に入った社長の向坂は、かつて凄腕のデザイナーだった過去に触れられることを極端に嫌った。

## 登場人物
野田蔵 なほ（のだくら なほ）
普通のOLになるのが夢の24歳。
大学の時の就職活動が全滅し、派遣とアルバイトで繋いだが、OLになる夢を捨てきれなかった。
人が好く、派遣社員やアルバイト時代の就職活動中に騙されたり、裏切られたりしたこともしばしば。繋ぎで入った「ソロ・デザイン」での短期アルバイト中にも就活友達に騙されたが、その際の言動や性向を向坂に気に入られ、経理兼雑務係の正社員として雇われる。とても記憶力が良く、きっかけさえあれば一度聞いただけの電話番号など丸暗記できる。
向坂 拓己（さきさか たくみ）
デザイン事務所「ソロ・デザイン」社長。
「ソロ・デザイン」は、それぞれ独立できるレベルのプロが自分のペースで働く会社で、向坂自身は社員のサポートやアドバイザーなど裏方に徹している。かつて20代前半で名だたる賞を総ナメにした「伝説のデザイナー」。辞めて5年が経つ今でも仕事の依頼が舞い込む。なお、向坂にデザインの話を振るのは禁止となっており、即クビという厳しい結果が待つ。
余（あまり）
「ソロ・デザイン」所属のデザイナー。なほに思いを寄せて何度もアタックした。しかし向坂への強い憧れ、また向坂となほ、二人の互いへの熱い想いを知り身を引く。
浦江（うらえ）
「ソロ・デザイン」デザイナー兼ライター。仕事の調子がいいときほどなくしものが激しい。

## 商業的評価
週間単行本売り上げランキングTSUTAYA調べで、単行本第6巻が2014年2月10日から2月16日までで第7位を獲得した。

## 書誌情報
- 作：一井かずみ 小学館〈フラワーコミックスα〉、全10巻
  1. 2012年02月10日発売[6]、ISBN 978-4-09-134223-2
  2. 2012年06月08日発売[7]、ISBN 978-4-09-134403-8
  3. 2012年11月09日発売[8]、ISBN 978-4-09-134684-1
  4. 2013年04月10日発売[9]、ISBN 978-4-09-135240-8
  5. 2013年08月09日発売[10]、ISBN 978-4-09-135499-0
  6. 2014年02月10日発売[11]、ISBN 978-4-09-135799-1
  7. 2014年09月10日発売[12]、ISBN 978-4-09-136260-5
  8. 2015年01月09日発売[13]、ISBN 978-4-09-136746-4
  9. 2015年04月10日発売[14]、ISBN 978-4-09-137097-6
  10. 2015年09月10日発売[15]、ISBN 978-4-09-137495-0
- 著：高瀬ゆのか、原作・イラスト：一井かずみ『どうせもう逃げられない 〜ホット･バケーション〜』小学館〈フラワーコミックスルルルnovels〉、全1巻、2014年9月10日発売[16]、ISBN 978-4-09-136456-2

## テレビドラマ
『どうせもう逃げられない』のタイトルで、2021年9月17日（16日深夜）から11月12日（11日深夜）までMBSテレビ「ドラマ特区」枠で放送された。主演は白洲迅。ヒロイン役は横田真悠。

### キャスト
- 向坂拓己 - 白洲迅
- 野田蔵なほ - 横田真悠
- 余雄彦 - 草川拓弥
- 深澤馨 - 浅香航大
- 浦江沙耶香 - 石田ニコル
- 向坂ちはる - 小林涼子
- 向坂翼 - 本田望結
- 向坂征己 - 森準人
- 粕谷誠一 - 白石隼也
- 島津悟 - 一ノ瀬竜

### スタッフ
- 原作 - 一井かずみ『どうせもう逃げられない』小学館（「プチコミックフラワーコミックスα」刊）
- 監督 - 河原瑶
- 脚本 - 鈴木裕那、河原瑶
- オープニング - GARNiDELiA「春がきたよ」
- エンディング - ももすももす「サーモクライン」
- タイトルバック - 狩谷希
- 技術協力 - フォーチュン、サウンドライズ
- 美術協力 - 山崎美術
- プロデューサー - 矢野直枝、村島亘（MBS）、野田健太（テレパック）
- 制作プロダクション - テレパック
- 製作 -『どうせもう逃げられない』製作委員会、MBS

### 放送日程
| 話数   | 放送日   | 放送日       | 脚本     |
| 話数   | 毎日放送 | テレビ神奈川 | 脚本     |
| ------ | -------- | ------------ | -------- |
| 第1話  | 9月17日  | 9月16日      | 鈴木裕那 |
| 第2話  | 9月24日  | 9月23日      | 鈴木裕那 |
| 第3話  | 10月01日 | 9月30日      | 鈴木裕那 |
| 第4話  | 10月08日 | 10月07日     | 河原瑶   |
| 第5話  | 10月15日 | 9月14日      | 鈴木裕那 |
| 第6話  | 10月22日 | 10月21日     | 鈴木裕那 |
| 第7話  | 10月29日 | 10月28日     | 河原瑶   |
| 第8話  | 11月05日 | 11月04日     | 鈴木裕那 |
| 最終話 | 11月12日 | 11月11日     | 河原瑶   |

#### ネット局
| 放送期間        | 放送時間                     | 放送局       | 対象地域   | 備考              |
| --------------- | ---------------------------- | ------------ | ---------- | ----------------- |
| 2021年9月16日 - | 木曜 23:00 - 23:30           | テレビ神奈川 | 神奈川県   | 1時間59分先行放送 |
| 2021年9月17日 - | 金曜 0:59 - 1:29（木曜深夜） | 毎日放送     | 近畿広域圏 | 製作局            |
|                 | 金曜 23:00 - 23:30           | 千葉テレビ   | 千葉県     |                   |
| 2021年9月23日 - | 木曜 23:30 - 翌 0:00         | テレビ埼玉   | 埼玉県     |                   |
|                 | 木曜 22:30 - 23:00           | とちぎテレビ | 栃木県     |                   |
|                 | 木曜 23:30 - 翌 0:00         | 群馬テレビ   | 群馬県     |                   |

| 毎日放送 ドラマ特区 | 毎日放送 ドラマ特区    | 毎日放送 ドラマ特区 |
| 前番組              | 番組名                 | 次番組              |
| ------------------- | ---------------------- | ------------------- |
| 初情事まであと1時間 | どうせもう逃げられない | 美しい彼            |